# Фризея
Фризея, неправильно Вриезия (лат. Vriesea) — род эпифитных травянистых растений семейства Бромелиевые. Родина — Центральная и Южная Америка.
Числов видов — около двухсот пятидесяти.
Выращиваются как ради привлекательных листьев, так и эффектных соцветий. Некоторые виды — известные красивоцветущие комнатные растения, ценящиеся прежде всего за ярко окрашенные прицветники.

## Название
Род был выделен в 1843 году английским ботаником Джоном Линдли (1799—1865) из рода Тилландсия (Tillandsia) и назван в честь голландского врача и ботаника Виллема Хенрика де Фриса (нидерл. Willem Hendrik de Vriese, 1806—1862), исследователя флоры Юго-Восточной Азии.
В литературе по комнатному садоводству в качестве русского названия обычно используют слово вриезия — по транслитерации научного названия.
Синонимы научного названия:
- Hexalepis Raf. (1838), nom. rej.
- Neovriesia Britton (1923), nom. illeg.

Не следует путать род Фризея (Vriesea) с родом Фрезия (Freesia) из семейства Ирисовые.

## Распространение
Ареал рода охватывает Центральную Америку, Вест-Индию, а также Южную Америку до самого юга Бразилии и Аргентины.
Фризеи могут расти и на деревьях, и, как и некоторые другие бромелиевые, на скалах — например, фризея клейкая (Vriesea glutinosa). В Юго-Восточной Бразилии гранитные утёсы на огромном пространстве покрыты различными видами фризеи и тилландсии (Tillandsia).

## Биологическое описание и экология
Фризеи — эпифиты. Функция поглощения у корней фризей в значительной степени утеряна, корни служат лишь для прикрепления растения к субстрату.
|                   |
| Vriesea splendens |

Листья собраны в розетки. Края листьев гладкие. Листья у некоторых видов имеют разноцветные полоски, покрыты чешуйками. Листовые влагалища расширены и краями плотно охватывают друг друга, образуя ёмкость (которую обычно называют цистерной), в которой скапливается дождевая вода. Объём цистерны у фризеи гигантской (Vriesea gigantea) достигает пяти литров. В цистернах постоянно обитают бактерии, цианобактерии, водоросли, высшие растения, а также множество животных.
У растений длинный цветонос (иногда длиной до одного метра) с колосовидным соцветием и ярко-красными, оранжевыми или жёлтыми прицветниками, сохраняющимися в течение нескольких месяцев. Чашелистики свободные или почти свободные. Лепестки могут быть как свободными, так и соединёнными в трубку. У основании каждого лепестка — две чешуи. Различные виды цветут в различное время года. Цветы некоторых видов опыляются колибри.
Завязь верхняя или почти верхняя. Плод — коробочка. Семена — с придатками в форме хохолка.

## В комнатном садоводстве
Для выращивания в комнатных условиях наиболее подходят Vriesia carinata (фризея килевидная), Vriesia fosteriana (фризея Фостера), Vriesia splendens (фризея блестящая, или фризея пылающая), Vriesia psittacina, а также их гибриды, в том числе один из наиболее известных культиваров фризеи — Vriesia 'Christine'.
Размещение
Как и все бромелиевые, фризея в течение всего года нуждается в тёплом помещении с температурой не ниже 17—19°С и влажным воздухом, а также в защите от прямых солнечных лучей. Самое подходящее место для этого растения — оконная тепличка или помещение зимнего сада.
Уход
Важен обильный полив водой комнатной температуры. Вода не должна содержать извести. Весной и летом воду необходимо наливать в листовые воронки. Растение следует часто опрыскивать водой и один раз в две недели подкармливать комплексными жидкими удобрениями. Обычный способ подкормки — через листья.
Вредители и болезни
Растение очень страдает от нашествия красного клеща. На растении появляются различные пятнистости, если почва чрезмерно увлажнена или очень сухой воздух.
Размножение
Возможно отростками, образующимися у основания материнского растения, или семенами.
|                                                                                                 |  |  |  |
| Слева направо: Vriesea imperialis, Vriesea heliconioides, гибридная фризея, Vriesea schwackeana |  |  |  |

## Виды
По информации базы данных The Plant List, род включает 361 вид.